# チャールズ・エドワード・フラー
チャールズ・エドワード・フラー（Charles Edward Fuller, 1887年4月25日 – 1968年3月18日）は、アメリカのバプテスト派の牧師、ラジオ伝道者。私費を投じてフラー神学大学を建設した。

## 生い立ち
ロサンゼルスで莫大なオレンジ農園を所有する経営者の家庭に生まれる。 彼の家庭は経験なメソジストであったが、若い頃は宗教に対してほとんど関心を示さなかった。1910年にポモナ・カレッジの化学部を卒業、同年高校時代からの恋人グレースと結婚、1918年までは南カリフォルニアで父親の事業を手伝っていた。1916年にキリスト教信仰を持ち、教役者を志すようになった。

## 宣教活動
1916年に信仰を持った後、フラーはロサンゼルスにあるプラセンティア長老教会で成人向けの日曜学校を担当するようになった。
ロサンゼルス聖書学院（現バイオラ大学 ）に入学し、学部長のルーベン・トーレーのもとでキリスト教根本主義とディスペンセーション主義に傾倒した。その後、フラーはロサンゼルスで日曜学校の働きを続けたが、その根本主義的な宗教観によって1925年に自身の教えていた多くの会衆とともにプラセンティア長老教会を離れることとなった。同年バプテスト教会の牧師として就任し、自身がカルバリー教会と名付けた会衆を牧会した。

### ラジオ伝道
フラーは米国西海岸で集会を開き、自らの伝道手段としてラジオの使用を始めた。1930年には、カルバリー日曜学校の礼拝、そして地域での聖書研究番組を定期的に放送するようになったが、ラジオ放送と自らの教会の牧会の両立が困難になり1933年に牧師を辞任。そして、ラジオ伝道に専念するために非営利の福音放送協会を設立した。
1937年10月3日、自身の代表的なラジオ番組である" The Old Fashioned Revival Hour "が放送開始。最盛期の1940年代にはCBS全国ネットを通じ625局で放送された。1951年からはABCラジオネットワークに移籍し、彼が死亡する1968年まで放送が続けられた。
" Old Fashioned Revival Hour "は当初ハリウッドのラジオスタジオで収録されていたが、1941年にカリフォルニア州ロングビーチの公民館に収録場所が移された。この放送は日曜礼拝の形式をとって生放送され、リスナーはラジオを通じて礼拝に参加した。1958年1月12日以降、番組は再びスタジオ内で制作された。この番組は合唱団とカルテットによる音楽が非常に評判で、1940年代、50年代には合唱団による録音も行われた。妻グレースの協力もあってこの番組は家族のような雰囲気作りに成功し、1942年には1,000万人以上の視聴者を抱える番組に成長した。

### フラー神学大学の設立
1947年、新福音主義を掲げるビリー・グラハムらと共にカリフォルニア州パサデナにフラー神学大学を設立。建設に際しては多くの視聴者から献金が寄せられ、フラー自身も父の遺産を投じて建設が行われた。

## フラーの死と死後の評価
1968年3月18日、" Old Fashioned Revival Hour "の放送直後に死亡。墓地はカリフォルニア州グレンデールにあるフォレスト・ローン・メモリアムパーク。彼が放送を行ったロングビーチ市立講堂は1960年代に解体されたが、収録場所であったことを示す記念碑が設置されている。
現代では、ラジオ媒体の利用と高等教育機関の設置を通じて新福音主義を発展させた功績が認められている。
2015年現在、" Old Fashioned Revival Hour "はインターネット上で再配信されており、アメリカ国内の多くの放送局で再放送がなされている。